# Nycticebus javanicus
Nycticebus javanicus é uma espécie de primata da família Lorisidae nativo do centro-oeste da ilha de Java, na Indonésia. Embora originalmente descrito como uma espécie separada, foi considerado uma subespécies de Nycticebus coucang por muitos anos, até que estudos genéticos e morfológicos na década de 2000 os consideraram como espécie separada. É mais relacionado a Nycticebus bengalensis. A espécie possui duas formas, baseadas no comprimento da pelagem, e em menor grau, na coloração.
Sua face é proeminente com um padrão em formato de diamante, que é formado por uma listra que segue até à cabeça e bifurca nos olhos e orelhas. Essa espécie pesa entre 565 e 687 g e o comprimento do corpo,sem a cauda, é de 29,3 cm. Como todos os lorisídeos, é arborícola, e move-se lentamente através de galhos e lianas, em vez de pular de galho em galho. Seu habitat inclui floresta primária e floresta secundária, mas também pode ser encontrado em florestas de bambu, manguezais e plantações  de cacau. Sua dieta consiste tipicamente de frutos, goma, lagartos e ovos. Dorme em ramos expostos das árvores, às vezes em grupos, mas geralmente é avistado sozinho, ou em pares.
A população dessa espécie de lóris está em rápido declínio, devido à caça para venda no comércio de animais de estimação. É também usado na pesquisa associada à medicina tradicional. Populações remanescentes possuem baixas densidades, e a destruição do habitat é sua maior ameaça. De acordo com  a IUCN, é considerado como "criticamente em perigo", e também está incluído, desde 2008, nos 25 primatas mais ameaçados do mundo. É protegido pela lei na Indonésia desde junho de 2007, e consta no Apêndice I da CITES. Apesar dessa proteção, assim como sua presença em diversas áreas protegidas, a caça continua.